# Sibghatullah Mojaddedi
Sibghatullah Mojaddedi (paixtu: صبغت الله مجددی) (Kabul, 21 d'abril de 1925 - 11 de febrer de 2019) fou un professor, polític i líder mujahidí afganès. Va ser el primer president de l'Estat Islàmic de l'Afganistan després de la caiguda del govern de Mohammad Najibullah de la República Democràtica de l'Afganistan a l'abril de 1992. —encara que ja era cap d'Estat autoproclamat en l'exili des de 1989. Era el líder del Front d'Alliberament Nacional Afganès i va presidir la loya jirga de 2003 que va aprovar la nova constitució de l'Afganistan.
En 2005, va ser nomenat president de la Cambra dels Ancians (Meshrano Jirga), cambra alta de l'Assemblea Nacional de l'Afganistan, i va ser reelegit com a membre el 2011. Es considera que Mojaddedi fou un líder musulmà moderat.

## Presidència (1992)
Durant l'exili forçat a Peshawar pels seus comentaris públics sobre la influència soviètica a l'Afganistan, Mojaddedi va fundar el grup Jebh-e-Nejat-e Melli (Front d'Alliberament Nacional). En 1988, va ser triat cap del Govern Provisional Afganès, amb seu en Peshawar.
L'abril del 1992, va ser elegit president del Consell de la Gihad Islàmica, creat per a establir un govern afganès postsoviètic. Mojaddedi va entrar a Kabul el 28 d'abril enmig d'una gran multitud i va assumir la nova república islàmica, i va oferir una amnistia general a tots els afganesos, excepte al president deposat, Mohammad Najibullah, el destí del qual seria decidit per «el públic». La seva elecció va ser secundada per totes les faccions guerrilleres mujahidins, excepte pel Hezb-e Islami Gulbuddin, les forces del qual van començar a disparar coets contra la capital; es van produir violents enfrontaments entre ells i els soldats de la nova coalició prop de l'edifici del Ministeri de l'Interior. Mojadeddi va pregar a Gulbuddin Hekmatyar que deposés les armes, i va comentar «El Sr. Hekmatyar era el nostre germà. No esperàvem tal acció. No se li permet, d'acord amb la religió, d'acord amb la tradició afganesa, fer això».
Durant el període en què Mojaddedi va ser President de l'Afganistan, l'avió de la companyia Ariana que el portava a Kabul va ser colpejat per un RPG quan aterrava en l'Aeroport Internacional de Kabul. L'avió va aterrar sense problemes, sense víctimes mortals.
En aquest càrrec hi va durar tres mesos, encara que algunes fonts diuen que va romandre en el poder només dos mesos. Al maig de 1992, Burhanuddin Rabbani va establir un nou consell de lideratge, que va soscavar el lideratge de Mojaddedi, resultant en la seva renúncia i el lliurament del poder a un nou consell.

## Després de la carrera política
Després de la caiguda dels talibans en 2001, Mojaddedi va tornar a l'Afganistan des del Pakistan i es va convertir en president de la loya jirga de 2003, l'assemblea que va aprovar la nova constitució de l'Afganistan. Allí va provocar controvèrsia al qualificar públicament a Malalai Joya com «comunista» i «infidel» després del seu discurs, pel qual després es va disculpar. Amnistia Internacional va dir que Mojaddedi i els dirigents de la jirga van posar traves a la llibertat d'expressió en l'assemblea, com ara negant-se a iniciar una votació sobre el canvi de «República Islàmica de l'Afganistan» per «República de l'Afganistan» malgrat haver obtingut suficients signatures i cridant públicament als delegats que la van signar «infidels» i «apòstates», entre altres coses.
En 2005 es va convertir en president de la Cambra dels Ancians, la cambra alta de l'Assemblea Nacional de l'Afganistan, i va ser reelegit com a diputat en 2011.
El 26 d'agost de 2015, Mojaddedi va fundar un nou partit polític, el Consell del Gihad i els Partits Polítics Nacionals.

## Mort
Dos terroristes suïcides van perpetrar un atemptat a Kabul el 12 de març de 2006 contra Mojaddedi, quan aquest era membre de la cambra alta i cap d'un comitè de reconciliació destinat a involucrar a antics membres dels talibans. Els atacants van fer esclatar un vehicle ple d'explosius al costat del seu cotxe mentre el conduïen pels carrers. Quatre vianants van morir i Mojaddedi va resultar lleugerament ferit, amb cremades en la cara i les mans.
Es va informar erròniament que Mojaddedi havia mort el 9 de febrer de 2016. Posteriorment, es va informar que havia estat present en una cerimònia commemorativa del 27è aniversari de la retirada de la Unió Soviètica de l'Afganistan el 15 de febrer de 2016. El 12 de febrer de 2019 es va informar que Mojaddedi havia mort. Tenia 93 anys.